# Direcció general d'Armament i Material
La Direcció general d'Armament i Material (DGAM) és un òrgan directiu d'Espanya que depèn de la Secretaria d'Estat de Defensa (SEDEF), del Ministeri de Defensa.

## Titular
L'actual titular de la Direcció general d'Armament i Material és l'Almirall Santiago González Gómez, des de 2018.
- Juan Manuel García Montaño (2012-2018)
- José Manuel García Sieiro (2008-2012)
- José Julio Rodríguez Fernández (2006-2008)
- Carlos Villar Turrau (2001-2006)
- Miguel Valverde Gómez (1998-2001)
- Pascual Pery Paredes (1996-1998)
- Francisco Arenas García (1991-1996)
- Alberto Llobet Batllori (1990-1991)
- Juan Fernando Ruiz Montero (1987-1990)
- José Andrés Jiménez (1983-1987)
- Víctor Castro Sanmartín (1980-1983)
- José Gutiérrez Benito (1977-1980)

## Funcions
La Direcció general d'Armament i Material és l'òrgan directiu al que li correspon la planificació i desenvolupament de la política d'armament i material del Departament, així com la supervisió i direcció de la seva execució. A aquests efectes, depenen funcionalment d'aquesta direcció general els òrgans competents en les citades matèries de les Forces Armades i dels organismes autònoms del Departament.
En concret, li corresponen les següents funcions::
- Gestionar, en col·laboració amb les Forces Armades, els programes d'obtenció, de modernització i de sosteniment comú dels sistemes d'armes i equips d'interès per a la defensa nacional, incloent els programes de cooperació internacional, els de venda derivats del suport a la internacionalització de la indústria espanyola de defensa, així com harmonitzar i racionalitzar el seu sosteniment.[3][4]
- Impulsar la gestió i tramitació dels expedients d'adquisició dels sistemes i equips necessaris per a les Forces Armades.[5]
- Planificar i programar les polítiques d'armament i material i de recerca, desenvolupament i innovació del Departament, així com dirigir i controlar la seva execució.
- Proposar i dirigir els plans i programes de recerca i desenvolupament de sistemes d'armes i equips d'interès per a la defensa nacional, en coordinació amb els organismes nacionals i internacionals competents en aquest àmbit i controlar els actius immaterials derivats d'aquells, que s'hagin obtingut, totalment o parcialment, amb fons públics del Ministeri de Defensa, mitjançant la creació i manteniment dels oportuns registres d'actius.[6]
- Impulsar, en coordinació amb la Direcció general de Política de Defensa, la cooperació internacional en els àmbits bilateral i multilateral, així com exercir la representació nacional en els fòrums industrials i d'armament d'aquestes organitzacions.
- Impulsar el suport institucional a la internacionalització de la indústria espanyola de defensa, coordinar la promoció internacional de l'alienació de béns mobles i productes de defensa i, en coordinació amb la Direcció general de Política de Defensa, dirigir les actuacions dels agregats i consellers de defensa.
- Exercir les competències atribuïdes en relació amb el control del comerç exterior de material de defensa i de productes i tecnologies de doble ús i la gestió de les inversions estrangeres en Espanya, relacionades amb la Defensa.
- Exercir les competències que li confereixen les lleis i reglaments en les següents matèries: Inspecció de l'Activitat Industrial i la Seguretat Industrial relacionada amb la Defensa; Assegurament de la Qualitat de l'armament i material; així com fabricació, comercialització i transport d'armes i explosius.
- Exercir les competències que li confereixen les lleis i reglaments en les següents matèries: Normalització, Catalogació i Homologació dels sistemes d'armes, equips i productes d'interès per les Forces Armades; certificació d'exempció per raons de Defensa en matèria de registre, avaluació, autorització i restricció de substàncies químiques; aeronavegabilidad; i la resta de l'ordenament jurídic.
- Exercir les competències que se li atribueixin per negociar i gestionar la cooperació industrial, controlar les transferències de tecnologia nacional a tercers països, així com l'obtinguda de programes, acords o convenis internacionals.
- Proposar la política industrial de la Defensa, coordinant la seva actuació amb altres organismes i controlar els actius materials derivats d'aquesta política, que s'hagin obtingut, totalment o parcialment, amb fons públics del Ministeri de Defensa, mitjançant la creació i manteniment dels oportuns registres d'actius.
- Realitzar l'administració i gestió econòmica i contractual dels programes de recerca i desenvolupament, d'obtenció, de modernització i de sosteniment comú, no inclosos en la contractació centralitzada, de sistemes d'armes i equips de defensa, incloent els programes de cooperació internacional, així com la gestió, negociació i administració dels contractes que poguessin derivar-se del suport a la internacionalització de la indústria espanyola de defensa i l'exportació associada de material de defensa.

## Estructura orgànica
De la Direcció general d'Armament i Material depenen els següents òrgans:
- La Subdirecció General de Planificació, Tecnologia i Innovació.
- La Subdirecció General de Relacions Internacionals.
- La Subdirecció General de Gestió de Programes.
- La Subdirecció General d'Inspecció, Regulació i Estratègia Industrial de Defensa.
- La Subdirecció General d'Adquisicions d'Armament i Material.

### Subdirecció General de Planificació, Tecnologia i Innovació
Desenvolupa les següents funcions:
- Proposar la planificació i programació de la política d'armament i material i dirigir la seva execució.
- Proposar i dirigir els plans i programes de recerca i desenvolupament de sistemes d'armes i equips d'interès per a la defensa nacional, en coordinació amb els organismes nacionals i internacionals competents en aquest àmbit.

### Subdirecció General de Relacions Internacionals
Desenvolupa les següents funcions:
- Impulsar, juntament amb la Direcció general de Política de Defensa, les relacions bilaterals, exercint la representació nacional en els fòrums multinacionals.
- Impulsar el suport institucional a la internacionalització de la indústria espanyola de defensa i, en coordinació amb la Direcció general de Política de Defensa, dirigir les actuacions dels agregats i consellers de defensa.
- Exercir les competències atribuïdes en relació amb el control del comerç exterior de material de defensa i de productes i tecnologies de doble ús i la gestió de les inversions estrangeres a Espanya, relacionades amb la defensa.

### Subdirecció General de Gestió de Programes
- Impulsar la gestió i tramitació dels expedients d'adquisició dels sistemes i equips necessaris per a les Forces Armades i harmonitzar i racionalitzar el seu sosteniment.
- Gestionar, en col·laboració amb les Forces Armades, els programes d'obtenció, de modernització i de sosteniment comú dels sistemes d'armes i equips d'interès per a la defensa nacional, els de venda derivats del suport a la internacionalització de la indústria espanyola de defensa, així com harmonitzar i racionalitzar el seu sosteniment.

### Subdirecció General d'Inspecció, Regulació i Estratègia Industrial de Defensa
Desenvolupa les següents funcions:
- Exercir les competències que se li atribueixin per negociar i gestionar la cooperació industrial, controlar les transferències de tecnologia nacional a tercers països, així com l'obtinguda de programes, acords o convenis internacionals.
- Proposar la política industrial de la defensa, coordinant la seva actuació amb altres organismes.
- Exercir les competències que li confereixen les lleis i reglaments en les següents matèries: Inspecció de l'Activitat Industrial i la Seguretat Industrial relacionada amb la defensa; Assegurament de la Qualitat de l'armament i material; Normalització, Catalogació i Homologació dels sistemes d'armes, equips i productes d'interès per a les Forces Armades; fabricació, comercialització i transport d'armes i explosius; certificació d'exempció per raons de defensa en matèria de registre, avaluació, autorització i restricció de substàncies químiques; Aeronavegabilitat; i la resta de l'ordenament jurídic.

### Subdirecció General d'Adquisicions d'Armament i Material
- Realitzar l'administració i gestió econòmica i contractual dels programes de recerca i desenvolupament, així com de programes d'obtenció, de modernització i de sosteniment comú, no inclosos en la contractació centralitzada, de sistemes d'armes i equips de defensa, així com la gestió, negociació i administració dels contractes que poguessin derivar-se del suport a la internacionalització de la indústria espanyola de defensa i l'exportació associada de material de defensa.